# Ismail Sreznjevski

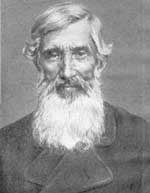
Ismail Sreznjevski

Ismail Ivanovitsj Sreznjevski (1812 - 1880) was een grondlegger van de slavistiek in Rusland. Hij richtte de eerste leerstoel voor slavistiek in Rusland aan de Staatsuniversiteit van Sint-Petersburg op. In 1847 bekleedde Sreznjevski als eerste deze leerstoel. 
In 1841 bezocht Sreznjevski verschillende Slavische landen en verbleef in die tijd onder andere in Ljubljana. Hij was een vriend van de filoloog Jernej Kopitar. Voor de Sloveense taal is het onderzoek van Sreznjevski naar het archaïsche Sloveens in de Resiavallei van belang. Sreznjevski publiceerde bovendien het eerste onderzoek naar Sloveense dialecten (1841, Sint-Petersburg). Hij legde de basis voor het latere werk van Baudouin de Courtenay.